# ザクセン＝ザールフェルト

ザクセン＝ザールフェルト公国
Herzogtum Sachsen-Saalfeld

ザクセン＝ザールフェルト（ドイツ語: Sachsen-Saalfeld）は1680年から1735年まで存在した、ヴェッティン家エルネスティン系が統治した公国。領土は現ドイツのテューリンゲン州の一部にあたる。

## 歴史

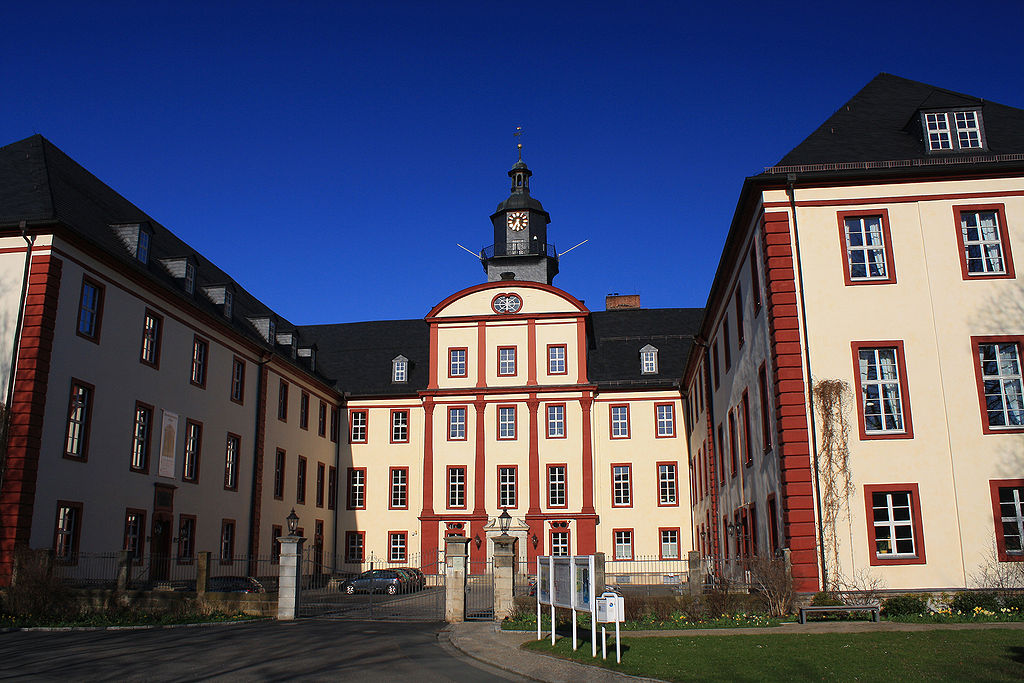
1677年以降に築かれたザールフェルト城

1675年、ザクセン＝ゴータ公エルンスト1世がゴータで死去した。ザクセン＝ゴータは1680年2月24日に彼の7人息子の間で分割され、そのうち末子のヨハン・エルンスト4世はザクセン＝ザールフェルトを獲得した。公国の領土はザールフェルト、グレフェンタール、プロプスツェラであった。しかし公国の統治はヨハン・エルンスト4世の長兄でゴータにいるザクセン＝ゴータ＝アルテンブルク公フリードリヒ1世によって行われ、ヨハン・エルンスト4世には実権がなかった。ヨハン・エルンスト4世自身はザールフェルトに住んだ。
1699年、ザクセン＝コーブルク公アルブレヒト5世が後継者のないまま死去すると、ヨハン・エルンスト4世とザクセン＝マイニンゲン公ベルンハルト1世の間で継承争いが起き、1735年にようやく決着した。ザクセン＝コーブルクの大半はザクセン＝ザールフェルトに併入されたが、ゾンネベルクとノイハウス・アム・レンヴェークはザクセン＝マイニンゲンに、ゾンネフェルトはザクセン＝ヒルトブルクハウゼンに割譲された。ザクセン＝レムヒルトの旧領であるレムヒルト区の3分の1とテマルの12分の5はザクセン＝コーブルク領のまま残された。
1735年に継承争いが神聖ローマ皇帝カール6世により最終決定がなされると、公国は正式にザクセン＝コーブルク＝ザールフェルトへと改名された。

## ザクセン＝ザールフェルト公の一覧
- ヨハン・エルンスト4世（英語版）（1658年 - 1729年）